# Birthe Neumann
Pour les articles homonymes, voir Neumann.
Birthe Neumann, née le 30 avril 1947 à Vanløse, un quartier de Copenhague, est une actrice danoise.

## Biographie
Birthe Neumann est diplômée en 1972 de l'École nationale de théâtre danoise et est peu après engagée comme actrice au Théâtre royal du Danemark à Copenhague où elle apparait dans de nombreuses productions, parmi lesquelles Marx et Coca Cola, Les Femmes savantes de Molière, Sparekassen (The Savings Bank) de Henrik Hertz, Majonæse (Mayonnaise) de Jess Ørnsbo, Mort d'un commis voyageur d'Arthur Miller et A Breath of Life de David Hare.
Ses apparitions au cinéma incluent Hovedjægerne (son premier rôle au cinéma, en 1971, sorti internationalement sous le nom de The Headhunters), Lad isbjørnene danse (1990, Dance of the Polar Bears), Kærlighedens Smerte (1992, Pain of Love), Festen (1998, le premier film Dogme 95), Elsker creuse pour evigt og (2002, Open Hearts, également un film Dogme) et Lykkevej (Move Me, 2003). Elle apparait également dans des séries télévisées danoises telles que Riget (L'Hôpital et ses fantômes) de Lars von Trier, Forsvar (Défense), et en tant que guest-star répétée dans Krøniken (Chroniques).
Elle a reçu les deux principaux prix du cinéma danois : un Bodil pour ses performances dans Kærlighedens smerte et Lykkevej, et un Robert pour Lykkevej. En 2013, elle a reçu le Lauritzen Award.
Birthe Neumann se marie le 31 décembre 1974 avec l'acteur Paul Hüttel (en) avec qui elle a une fille.

## Récompenses et distinctions
- Robert de la meilleure actrice dans un second rôle 1996 pour Kun en pige
- Robert de la meilleure actrice dans un second rôle 1999 pour Festen
- Robert de la meilleure actrice dans un second rôle 2002 pour Fukssvansen
- Bodil de la meilleure actrice 2004 pour Lykkevej

### Décorations
- Chevalier de l'ordre de Dannebrog